# Eladio Fernández Guillermo
Eladio Carlos Fernández Guillermo (Madrid, España, 25 de abril de 1986), más conocido futbolísticamente como Eladio, es un exfutbolista español. Ha jugado como portero del A.D. Alcorcón hasta la temporada 2011, en la temporada 12-13 formó parte del Unión Deportiva San Sebastián de los Reyes. Su último club fue el Arandina Club de Fútbol.

## Trayectoria
Eladio es un portero con buenos reflejos y buen golpeo de balón, formado equipos de las categorías inferiores de la Comunidad de Madrid dio el salto a la Segunda B gracias al Logroñés CF y al filial del Real Zaragoza, hasta firmar con la AD Alcorcón en 2009.
Eladio en 2010 seguirá en el Alcorcón donde milita en Segunda División. El madrileño ha vivido una gran experiencia en el equipo madrileño, con el 'Alcorconazo' ante el Real Madrid en Copa y el ascenso a Segunda.
El martes 19 de julio de 2011 firma por el Club Deportivo Badajoz que milita en el grupo IV de la Segunda división B.
En 2013, fichado por el conjunto Griego Athlitikos Omilos Glyfada C.F. de la segunda división Griega.

## Clubes
- Coslada juvenil
- Agrupación Deportiva Arganda (05-06)
- CD Villarejo (06-07)
- A.D. Villaviciosa de Odón (07-08)
- Logroñés Club de Fútbol (08)
- Real Zaragoza "B" (08-09)
- Agrupación Deportiva Alcorcón (09-11)
- Club Deportivo Badajoz (11-12)
- Unión Deportiva San Sebastián de los Reyes (12-13)
- Glyfada FC (13-14)
- Arandina CF (15-16)